# Hasanpur
Hasanpur es una ciudad y municipio situada en el distrito de Amroha en el estado de Uttar Pradesh (India). Su población es de 61243 habitantes (2011). Se encuentra a 120 km de Delhi.

## Demografía
Según el  censo de 2001 la población de Hasanpur era de 53340 habitantes, de los cuales el 53% eran hombres y el 47% eran mujeres. Hasanpur tiene una tasa media de alfabetización del 43%, inferior a la media nacional del 59,5%: la alfabetización masculina es del 49%, y la alfabetización femenina del 37%.